# Zeche Braunschweig

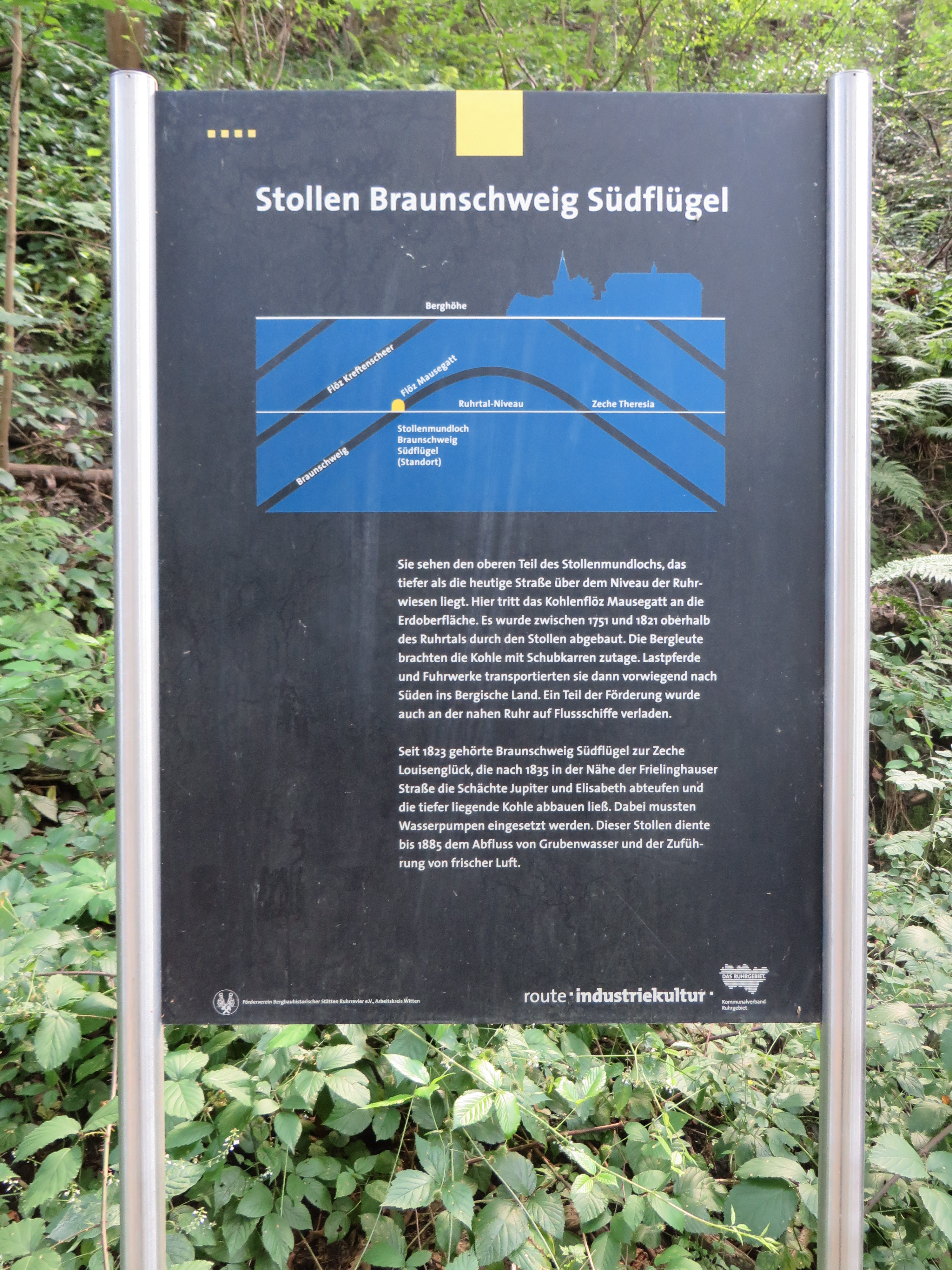
Infotafel der Route der Industriekultur

Die Zeche Braunschweig ist ein ehemaliges Steinkohlenbergwerk in Bommern. Die Zeche, auch unter dem Namen Zeche Braunschweig am Reinhardtsberge bekannt, war zwischen 1748 und 1886 mit mehreren Unterbrechungen in Betrieb. Sie bestand aus zwei Flügeln, dem Nordflügel und dem Südflügel. Das Abbaugebiet des Nordflügels reichte bis zu den Frielingshausener Höfen und das Abbaugebiet des Südflügels reichte etwa bis zur Zeche Turteltaube. Das Bergwerk gehörte zum märkischen Bergamtsbezirk und dort zum Bergrevier Hardenstein.

## Geschichte

### Die Anfänge
Am 5. Juli 1748 erfolgte die Mutung mit anschließendem Abbau im Nordflügel. Das Stollenmundloch befand sich östlich des heutigen Feldbahnmuseums an der Nachtigallstraße. Ab dem Jahr 1750 erfolgte der Abbau im Südflügel durch die Gewerken Johann Peter Hundeiker und Gerhard Peter Merklinghaus. Die abgebauten Kohlen wurden von den Bergleuten mittels Karren aus dem Stollen gefördert. Über Tage wurden die Kohlen dann auf Fuhrwerke verladen und über die Berge zur Wupper und zur Ennepe transportiert. Am 6. Februar 1751 erfolgte die Verleihung des Längenfeldes Braunschweig Nordflügel im Flöz Mausegatt. Der Abbau erfolgte in beiden Flügeln mit getrennten Stollen, die untereinander einen Abstand von etwa 100 Metern hatten. Abgebaut wurde zunächst über der Stollensohle östlich von Schloss Steinhausen. Schon sehr bald bekam das Bergwerk Konkurrenz von den Zechen aus dem Bergrevier Schlebusch.

### Der weitere Betrieb
Zwischen 1754 und 1783 war das Bergwerk weiterhin in Betrieb. Ab dem Jahr 1770 wurde die gesamte Förderung des Bergwerks auf die gegenüberliegende Seite der Ruhr transportiert, dort wurde sie verkauft. Zu diesem Zeitpunkt war J.H. Robbert als Schichtmeister auf dem Bergwerk tätig, J. Stratmann war als Kontrolleur und Kerbholzführer tätig. Ab dem Jahr 1780 wurde ein Teil der geförderten Kohlen auf Flussschiffe verladen. Ab dem Jahr 1783 war das Bergwerk nur im Nordflügel in Betrieb. Die Kohle im Nordflügel war allerdings nicht so fest und so stückreich wie die Kohle im Südflügel. Im Mai 1789 erfolgte wegen Absatzmangels die erste Betriebseinstellung. Ab dem Jahr 1800 war der Südflügel wieder in Betrieb. Am 30. Januar 1821 konsolidierte der Südflügel zur Zeche Louisenglück. Ab dem Jahr 1828 wurde im Nordflügel das Bergwerk in Fristen gestellt und ab 1830 wurde zwar gearbeitet, es erfolgte jedoch kein Abbau. Am 25. April 1832 erfolgte unterhalb der Johannes Erbstollensohle die Vereinigung des Nordflügels zu Vereinigte Nachtigall. Grund für diese Vereinigung, die jedoch keine Konsolidation war, war die Anlegung eines Tiefbaues und diente ausschließlich dem Eigenabbau mit Förderung der Kohlen in einem gemeinsamen Schacht. Über der Erbstollensohle war kein Betrieb. Die Zeche Louisenglück ließ in den Folgejahren den Schacht Jupiter abteufen und baute anschließend in einer Teufe von 27 Metern weiter im Flöz der Zeche Braunschweig.
Am 6. März 1837 und am 9. Januar 1838 erfolgte die Konsolidierung des Nordflügels, unterhalb der St.-Johannes Erbstollensohle, zur Zeche Vereinigte Nachtigall. Ab Juli 1844 erfolgte die Wiederaufnahme des Nordflügels über die Sankt Johannes Erbstollensohle und der Tagesbetrieb wurde saniert. Der Südflügel blieb jedoch außer Betrieb. Im Nordflügel wurden anschließend die noch oberhalb des Stollens anstehenden Kohlenpfeiler abgebaut. Ab Juli 1847 wurde der Nordflügel wieder in Fristen gesetzt. Im Jahr 1855 wurde eine Vereinbarung getroffen, das anfallende Grubenwasser von Braunschweig Nordflügel von der Nachtigall Tiefbau abpumpen zu lassen. Außerdem sollte über Nachtigall Tiefbau auch die Förderung der abgebauten Kohlen erfolgen. Hierfür wurden Lösungs- und Förderverträge zwischen den beiden Bergwerken geschlossen. Ab dem Jahr 1857 erfolgte die Wiederinbetriebnahme des Nordflügels über die St.-Johannes Erbstollensohle. Lösung und Förderung erfolgte durch die Zeche Nachtigall Tiefbau. Diese Maßnahmen erfolgten über die 5. Sohle und die 6. Sohle der Zeche Nachtigall Tiefbau. Im Jahr 1861 dann Übernahme des Baufeldes durch die Zeche Nachtigall Tiefbau. Ab dem Jahr 1865 war der Nordflügel wieder selbständig in Betrieb. In den Jahren 1875 und 1876 wurde er erneut in Fristen gesetzt. Im Jahr 1882 erfolgte die erneute Wiederinbetriebnahme des Nordflügels, die Förderung der Kohlen erfolgte die Zeche Nachtigall Tiefbau. Im Jahr 1886 wurde die Zeche Braunschweig endgültig stillgelegt und am 20. Juni desselben Jahres erfolgte die knappschaftliche Abmeldung der Zeche.

## Förderung und Belegschaft
Die ersten Belegschaftszahlen sind aus dem Jahr 1754 bekannt, in diesem Jahr arbeitete ein Bergmann auf der Zeche. Obwohl bereits ab dem Jahr 1750 Steinkohle abgebaut wurde, sind die ersten Förderzahlen erst aus dem Jahr 1845 bekannt. In diesem Jahr wurden mit neun bis zwölf Bergleuten 51.401 Scheffel gefördert. Die Kohle wurde in den Jahren 1750 bis 1770 zunächst mit Schubkarren aus dem Stollen gefördert. Anschließend wurde sie mit Lastpferden oder Fuhrwerken über die Berge bis zur Ennepe oder bis zur Wupper transportiert. Von dort aus wurden die Kohlen weiter bis nach Köln oder Bonn gebracht. Ab 1770 transportierte man annähernd die ganze Förderung des Bergwerks auf die andere Seite der Ruhr, dort wurde sie dann verkauft. Ab 1785 wurde die Steinkohle auf Schiffe verladen und transportiert. Im Jahr 1857 wurden mit elf Bergleuten 14.950 preußische Tonnen, das sind 3.887 Tonnen gefördert. Im Jahr 1859 wurde mit 26 Bergleuten die maximale Förderung des Bergwerks erbracht, sie lag bei 28.842 preußische Tonnen. Im Jahr 1865 wurden 4.409 Tonnen Steinkohle gefördert. Im Jahr 1869 sank die Förderung auf 2402 Tonnen. Im Jahr 1883 wurden mit dreizehn Bergleuten 3.330 Tonnen gefördert. Die letzten Belegschafts- und Förderzahlen sind aus dem Jahr 1885 bekannt, in diesem Jahr wurden mit sechs Bergleuten 2.538 Tonnen Steinkohle gefördert.

## Heutige Nutzung
Von der Zeche Braunschweig ist nur noch das südliche Stollenmundloch übrig geblieben. Aus dem Stollenmundloch, welches sich im Muttental befindet, fließt nach Regenfällen oder bei feuchtem Wetter Wasser heraus. Das Stollenmundloch ist das einzige Relikt, das an die Zeit der Zeche Braunschweig erinnert.